# GMA T.50
GMA T.50 – supersamochód klasy wyższej produkowany pod brytyjską marką GMA od 2023 roku.

## Historia i opis modelu

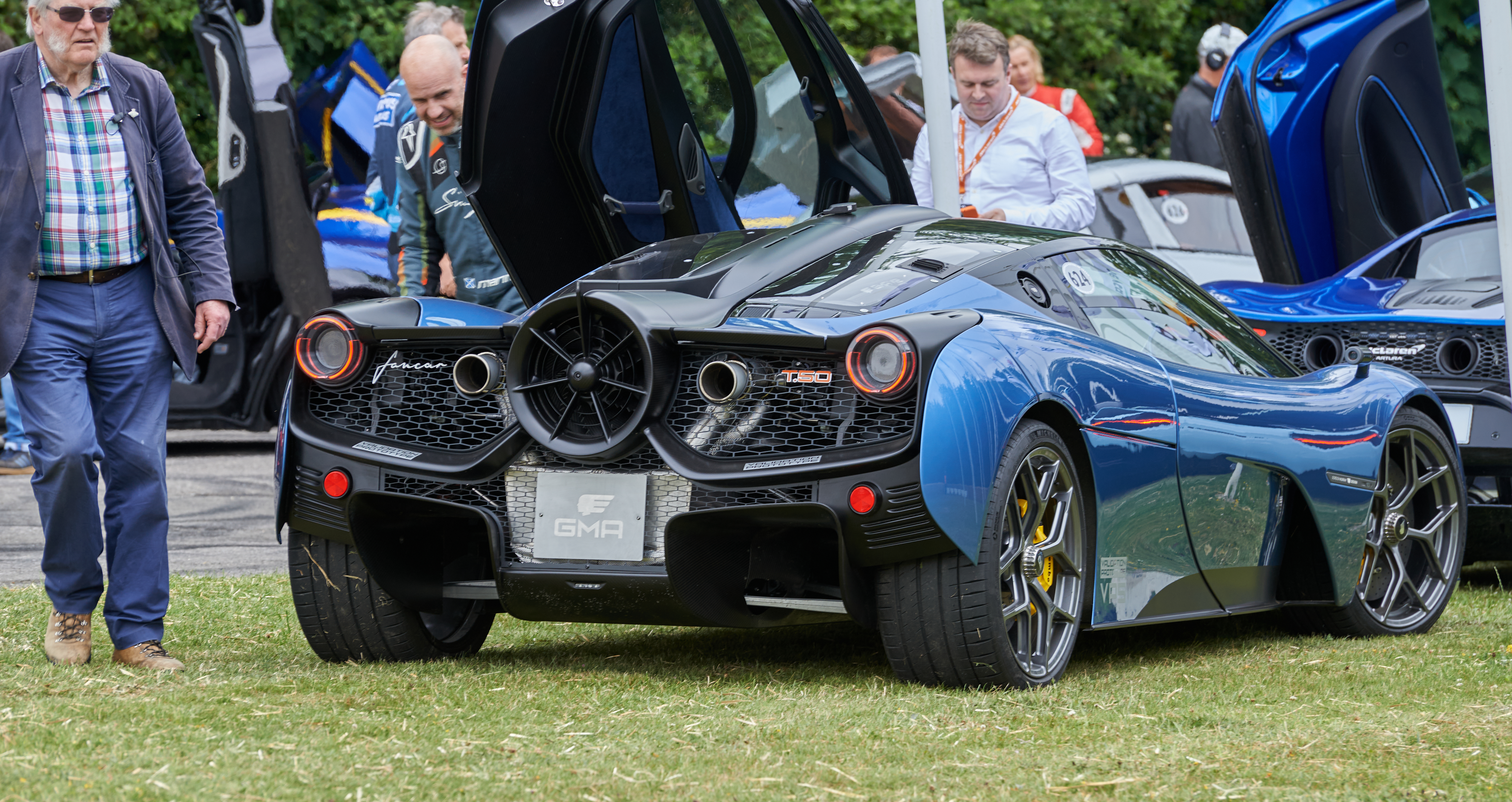
GMA T.50 - tył

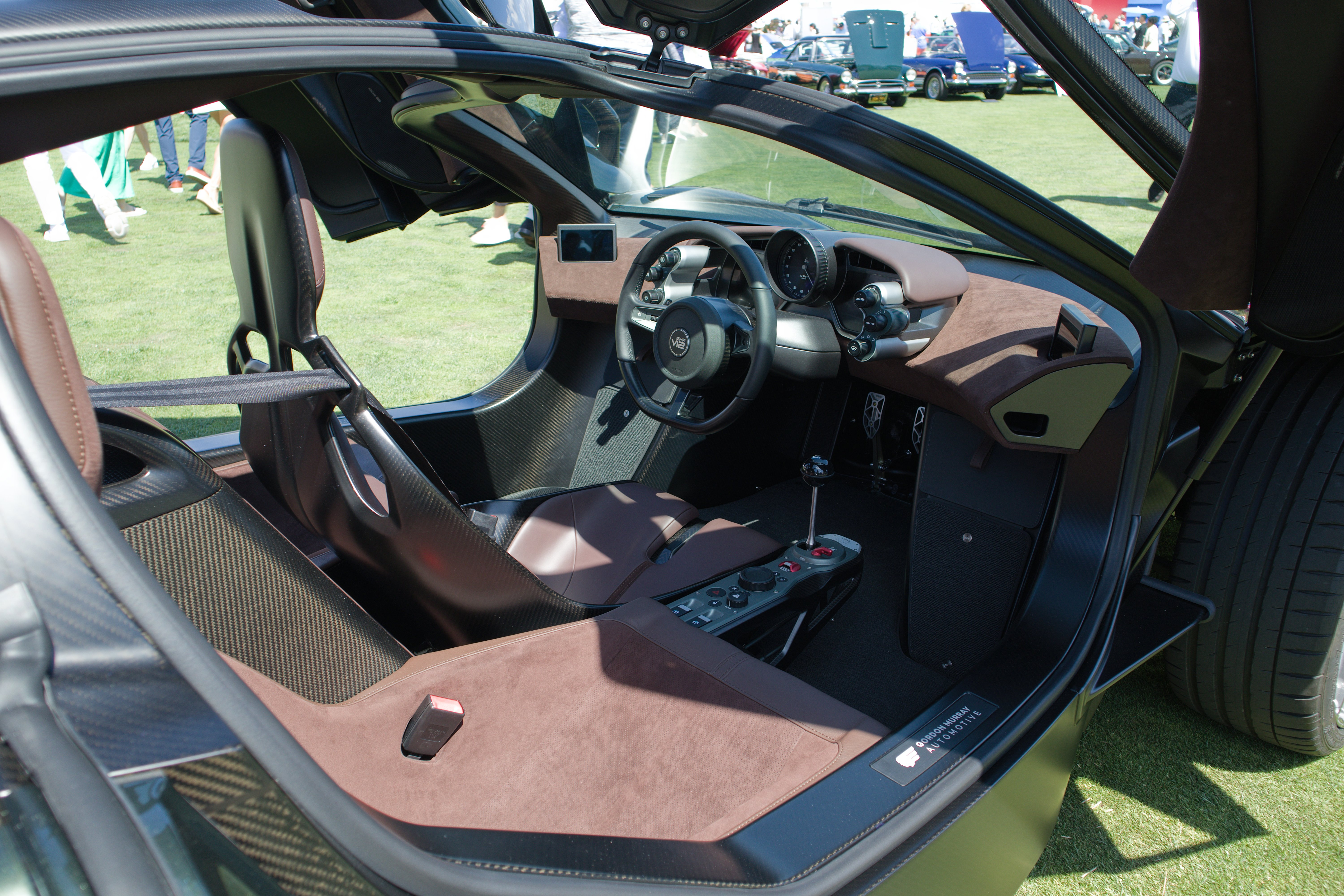
GMA T.50 - wnętrze

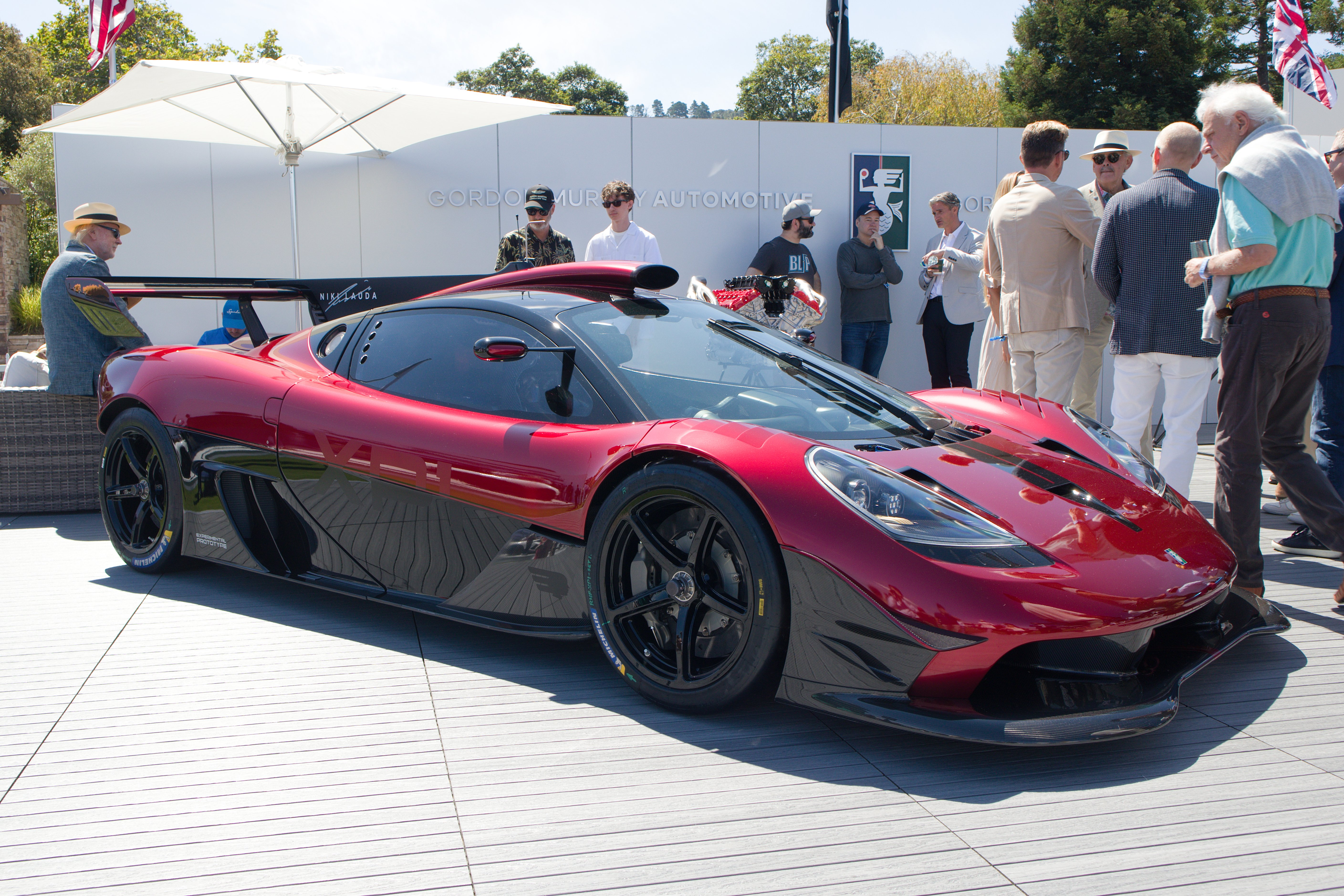
GMA T.50S Lauda

W sierpniu 2020 Gordon Murray przedstawił swój pierwszy autorski projekt supersamochodu utworzonej 3 lata wcześniej marki GMA. Model T.50 powstał w ramach celebracji jubileuszu 50 lat pracy zawodowej pochodzącego z RPA konstruktora, nawiązując do tego swoją nazwą. Głównym punktem odniesienia przy pracach nad brytyjskim supersamochodem był z kolei najsłynniejszy projekt Murraya, hipersamochód McLaren F1 z 1992 roku, do którego GMA T.50 nawiązało licznymi rozwiązaniami stylistycznymi jak np. kształt reflektorów, bryła nadwozia czy linia szyb, a także uchylane do góry drzwi zachodzące na przeszklony dach. Charakterystycznym rozwiązaniem w tylnej części nadwozia został z kolei centralnie umieszczony wentylator, który wraz z aktywnie sterowanym spojlerem oraz rozbudowanym dyfuzorem zapewnia optymalne właściwości aerodynamiczne i docisk podczas dynamicznej jazdy. Zarówno nadwozie jak i podwozie wykonane zostały z włókna węglowego, z kolei karbonowy szkielet typu monokok zapewnił umocnioną sztywność oraz relatywnie niską masę. Została ona ograniczona do wartości mniejszej niż 1 tona.
Poza stylistyką, kluczowym nawiązaniem do klasycznego McLarena F1 jest trzymiejscowa kabina z centralnie umieszczonym, wysuniętym do przodu fotelem kierowcy otoczonym przez siedziska pasażerów. GMA T.50 został przystosowany do poruszania się na co dzień, posiadając wydajny system klimatyzacji i relatywnie obszerny bagażnik o pojemności 300 litrów. Wyposażenie standardowe utworzył m.in. rozbudowany system nagłośnieniowy firmy Arcam składający się z 10 głośników. Pojazd wyposażono też w system multimedialny obsługujący interfejs Apple CarPlay i Android Auto.
Do napędu GMA T.50 wykorzystana została benzynowa, wolnossąca jednostka napędowa typu V12 o pojemności 4 litrów dostarczona przez brytyjską firmę Cosworth. Ważący 178 kilogramów silnik rozwija moc 650 KM i 467 Nm maksymalnego momentu obrotowego, współpracując z klasyczną 6-biegową manualną przekładnią biegów i przenosząc moc na tylną oś. Brytyjski supersamochód rozpędza się do 100 km/h w 2.8 sekundy, z kolei prędkość maksymalna określona została na ponad 363 km/h.

### T.50S Lauda
W lutym 2021 przedstawiono specjalną wersję o bardziej wyczynowej specyfice, którą okraszono dodatkową literą "S" w nazwie oraz nazwiskiem legendarnego austriackiego kierowcy wyścigowego Nikiego Laudy. Samochód zyskał dodatkowe ospojlerowanie i nakładki na progi, a także rozbudowany pakiet poprawiający aerodynamikę oraz docisk podczas jazdy torowej. Bazowe V12 wzmocniono do mocy 735 KM. Gordon Murray Automotive zbudowało 25 egzemplarzy w limitowanej serii.

### Sprzedaż
GMA T.50 to samochód ściśle limitowany, którego pula produkcyjna została ograniczona do łącznie 100 samochodów. Wszystkie wyprzedały się w ciągu 2 dni od sierpniowej premiery 2020 roku, choć ręczna produkcja pierwszych sztuk rozpoczęła się półtora roku później, w 2022 roku w brytyjskich zakładach w Shalford. Cena za sztukę określona została jako 2,36 miliona funtów netto.

### Silnik
- V12 4.0l Cosworth 650 KM